# Кірсо Ніна Владиславівна
Ніна Владиславівна Кірсо (4 серпня 1963, Полтава — 30 квітня 2020, Полтава) — радянська і українська естрадна співачка. Беззмінна солістка популярної групи «Фристайл» (1988—2018). Брала участь у запису всіх 10 альбомів групи. Найбільш відомі пісні «Фрістайлу» з вокалом Кірсо: «Я тебе не верю», «Грош цена тебе», «Цветёт калина», «Три сосны», «Целуй меня горячей», «Белая берёза», «Кораблик любви», «С днём рождения, мама», «Капелька», «Давайте выпьем за мужчин», «Московская любовь».

## Біографія
Народилася 4 серпня 1963 року в Полтаві. З раннього дитинства Ніна Кірсо оточувала творча атмосфера: батько професійно грав на акордеоні, а мама мала хороші вокальні дані.
Коли дівчинка стала старшою, її відвели в музичну школу. Там Кірсо освоїла фортепіано, співала в хорі і нерідко акомпанувала виконавців на концертах у місцевих ДК. Але після школи дівчина несподівано вирішила вступити в інженерно-будівельний інститут. У 1985 році Кірсо стала дипломованим інженером, однак пов'язати біографію з цією професією їй так і не вдалося.
Незважаючи на раптовий вибір професії, в молодості Ніна Кірсо залишилась вірною любов до музики. Дівчина не пропускала жодного інститутського концерту, а пізніше приєдналася до групи «Олімпія», керівником якої був Анатолій Розанов.
Аматорський колектив поступово розширювався і набирався досвіду, а в 1988 році Розанов запросив ще кілька музикантів і оголосив про створення нової групи. Оновлений колектив отримав назву «Фристайл». Трохи пізніше до музикантів приєднався Вадим Козаченко, який став першим вокалістом.
Пік популярності групи припав на початок 1990-х — пісні «Кораблик любви», «Цветёт калина» с лідер-вокалом Кірсо, «Белая берёза» з вокалом Кірсо та Сергія Дубровіна стали хітами, альбоми мали великий комерційний успіх.
Довгі роки Ніна Кірсо залишалася «жіночим голосом» «Фристайлу». Крім того, співачка допомагала Анатолію Розанову і в організаційних питаннях: відповідала за поліграфію, фото групи, рекламні плакати та афіші, а також нерідко домовлялася про концерти і залагоджувала адміністративні моменти.
У 2014 році «Фрістайл» відзначив ювілей — колективу виповнилося 25 років. За традицією артисти зустріли новий творчий рік на сцені. До святкового шоу приєдналися і друзі команди, в тому числі Михайло Грицкан, з яким Ніна Кірсо виконала дуетом пісню «Старый дом».

## Хвороба і смерть
1 червня 2018 року співачку знайшли без свідомості у власному будинку. На сполох забили сусіди, чоловік і син Ніни Кірсо в цей час були на гастролях. З'ясувалося, що артистка перенесла великий геморагічний інсульт, ситуація ускладнювалася несвоєчасним наданням медичної допомоги. На наступний день Кірсо зробили операцію.
Стан співачки стабілізувався, проте вона залишалася в комі. За словами рідних, Кірсо не страждала шкідливими звичками і вела здоровий спосіб життя. На гіпертонію, яка у неї почала проявлятися незадовго до інсульту, співачка практично не звертала увагу. Через місяць Кірсо перевели в одну з київських лікарень. Пізніше чоловік артистки вирішив знову перевезти дружину в рідну Полтаву: його не влаштували умови в Києві.
Навесні 2019 року Ніна Кірсо почала відкривати очі, але так і не почала реагувати на зовнішні подразники. Передбачуване поліпшення не підтвердилося.
30 квітня 2020 року Ніна Кірсо померла у віці 56 років. Похована на Монастирському кладовищі в Полтаві.